# Sopa instantánea

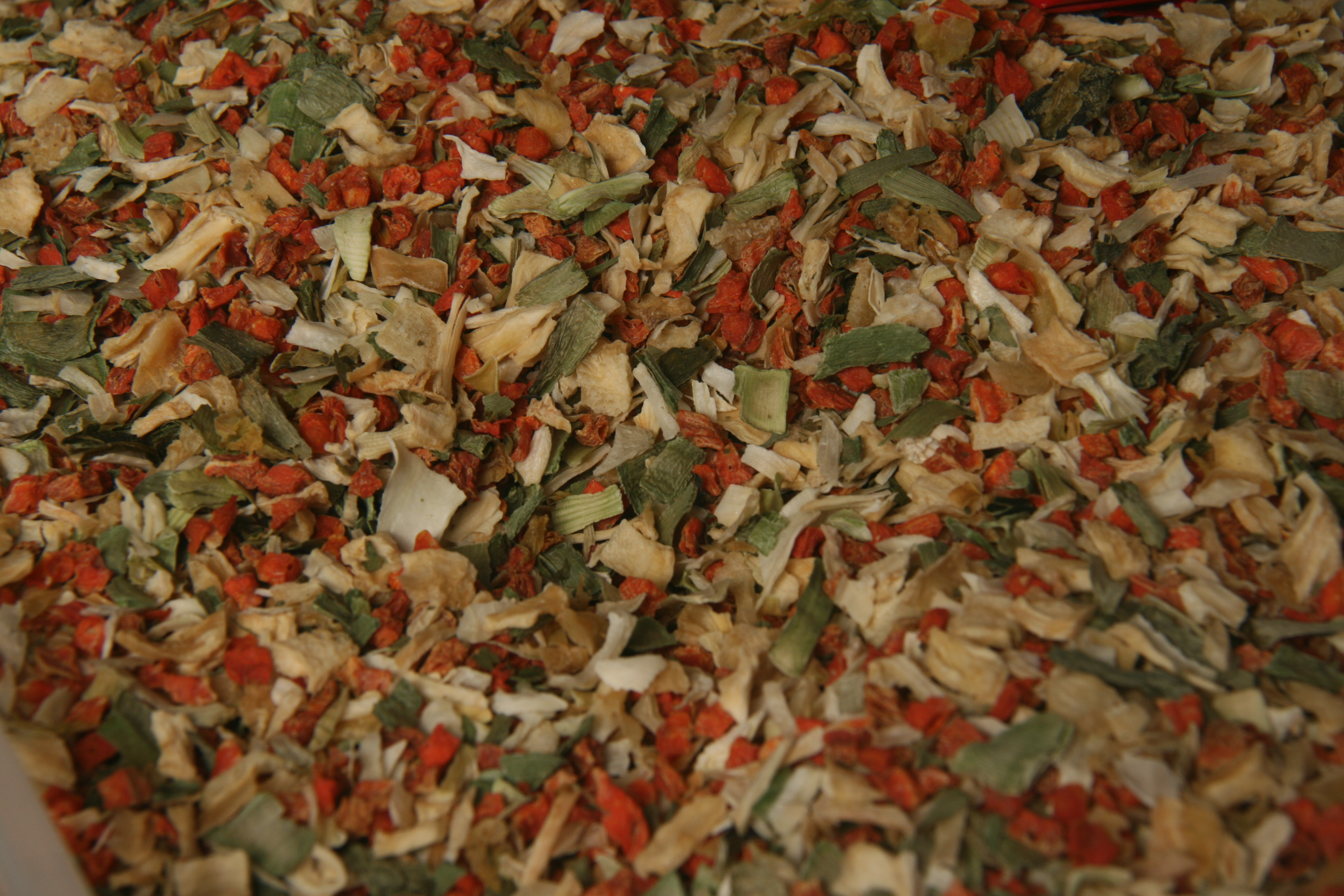
Ingredientes de una sopa juliana deshidratada

La sopa instantánea es un preparado industrial que ofrece las sopas y lo cocidos en envases cuyo contenido está deshidratado. Las sopas instantáneas se encuentran entre los platos preparados más antiguos.

## Historia
Los desarrollos más tempranos de este tipo de sopa se remontan al siglo XV en el que se empezaron a experimentar los extractos de carne mediante las investigaciones de Justus von Liebig, de esta forma se empezó con el empresario Julius Maggi fundador de la empresa que lleva su nombre Maggi, al mismo tiempo que se desarrollaba la Erbswurst (sopa de guisantes instantánea). Las investigaciones relativas a estas sopas se centraban en la posibilidad de conservar durante periodos largos de tiempo algunos alimentos para que fueran fácilmente preparados en tiempos de guerra.

## Características
Son de fácil preparación ya que su tiempo máximo de cocción es de apenas 5 minutos, si bien en algunas de ellas solo basta con agregar agua hirviendo a una masa de fideos precocidos a la cual se le incorpora el caldo deshidratado. Vienen en presentaciones de pollo con fideos, carne con fideos, pollo con arroz, camarones con fideos, etc.
Algo importante que se debe destacar en este apartado es que en la actualidad existen diversas marcas de sopas instantáneas (Maruchan, Knax, Nissin, Ajinomen, etc.) que en menor o mayor grado han ido sustituyendo a las sopas tradicionales, las que se elaboran con verduras y carnes naturales, pero sobre todo, que han ido transformando los cambios de hábitos en la cultura alimentaria mexicana, como parte del fenómeno globalizador que permea en todo el mundo.
Otro aspecto a considerar es la sustancia de la que están hechas dichas sopas instantáneas, que es el glutamato monosódico (E621), aminoácido presente en las proteínas y que a decir de la revista del consumidor “es considerado el quinto sabor de los alimentos, junto con lo dulce, salado, ácido y amargo”. Cabe señalar que hoy en día las instrucciones para preparar la sopa instantánea contienen una advertencia de que no se debe preparar directo en el microondas, sin hacer más aclaración del motivo, no obstante en la red existen diversos artículos que aseguran que al calentar el vaso de unicel se generan dioxinas y representan algunos riesgos y efectos negativos en la salud
Es importante comentar que aunque las sopas instantáneas pueden ser una opción en el rubro del alimento rápido los niveles nutrimentales no son los óptimos en una alimentación sana, esto se puede observar en los niveles de sodio que contiene ya que una porción (un vaso) contiene en promedio 1.2 g, siendo que la aportación diaria recomendada es de 2.4 g en la población adulta saludable. Por otra parte, se puede observar que este alimento no puede ser comparado en el factor nutritivo a una sopa natural como lo muestra la siguiente tabla. 
| Valor             | Sopa instantánea | Sopa sencilla | Sopa integral | Sopa de espinaca |
| ----------------- | ---------------- | ------------- | ------------- | ---------------- |
| Kcal              | de 274 a 334     | 140           | 150           | 157              |
| Grasas (g)        | de 6 a 7         | 5             | 6             | 7                |
| Proteínas (g)     | de 10 a 14       | 4             | 4             | 5                |
| Carbohidratos (g) | de 40 a 45       | 24            | 24            | 25               |

Datos obtenidos por el Laboratorio Nacional de Protección al Consumidor (México)
Las sopas Maruchan, además, poseen alto contenido de sodio (1150 mg), 36 g de carbohidratos y 12 g de grasas, y aportan 278 kcal (porcentaje de IDR basado en la NOM-051-SCFI/SSA1-2010).